# Toni Rakkaen

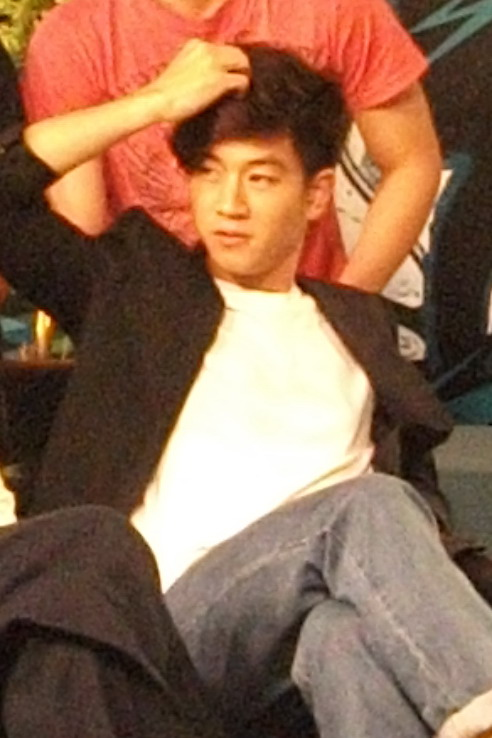
Toni Rakkaen en 2010

Toni Rakkaen (thai : โทนี่ รากแก่น), de son vrai nom Theerachai Wimolchaireuk (Thai: ธีรชัย วิมลชัยฤกษ์), surnommé Toni (Thai: โทนี่), né le 21 janvier 1982, est un coiffeur, mannequin et acteur thaïlandais. 

## Biographie
Sa mère est Banyen Rakkaen, une chanteuse de Mor lam et de Luk Thung, reconnue artiste nationale thaïlandaise (Thai National Artist). Son père est d'origine vietnamienne.
À partir du lycée, il s'installe à Melbourne en Australie où il commence une carrière de coiffeur après ses études. De retour en Thaîlande , il travaille pour l'agence Leo Burnett . Il devient ensuite modèle puis acteur.

## Filmographie

### Films
- บิ๊กบอย / Big Boy  (2010)
- สุดเขตเสลดเป็ด / Loser Lover  (2010)
- ส.ค.ส. สวีทตี้ / Bangkok Sweety (2011)
- วาเลนไทน์ สวีตตี้ / Valentine Sweety (2012)
- ตีสาม 3D / 3 A.M. 3D (2012)
- ฤดูที่ฉันเหงา / Love in the Rain (2013)
- ปอบหน้าปลวก (Pob Na Pluak) (2014)
- พี่ชาย My Hero  / How to Win at Checkers (Every Time)  (2015)[1]
- คน•อก•หัก Love H2O (2015)
- Sanap แค่...ได้คิดถึง (2015)[4]
- Midnight University (2016)
- รักของเรา The Moment (2017)

### Séries TV
- Senior Secret Love : Bake Me Love (2016)